# Polygala australis
Polygala australis är en jungfrulinsväxtart som beskrevs av Alfred William Bennett. Polygala australis ingår i släktet jungfrulinssläktet, och familjen jungfrulinsväxter. Inga underarter finns listade i Catalogue of Life.